# Josep Peñalver i Garcia
Josep Peñalver i Garcia (Barcelona, 3 de novembre de 1923 - Barcelona, febrer de 2016) fou un actor de teatre, cinema i televisió català.

## Trajectòria artística

### Teatre
- 1985. Los tres inocentes, amb Paco Morán. Estrenada al teatre Martínez Soria de Barcelona.
- 1996. Pel davant i pel darrera de Michael Frayn. Estrenada al teatre Victòria de Barcelona.
- 1997. La bona gent de Santiago Rusiñol, amb direcció de Pep Cruz. Estrenada al teatre Romea de Barcelona.
- 1998. Así que pasen cinco años de Federico García Lorca. Estrenada al Teatre Grec de Barcelona, amb direcció de Joan Ollé.

### Televisió
- Doctor Caparrós, amb Joan Capri.
- Quart Segona, TV3
- De professió: A.P.I.